# CNNj

Logotype de CNNj

CNNj est une version japonaise de CNN distribuée par Japan Cable Television. CNNj est spécialement conçu pour un public japonais, avec 119 heures par semaine de service de traduction. La chaîne diffusait un mélange de CNN International et CNN / US, mais depuis 2008, CNNj a la même programmation que la déclinaison Asie-Pacifique de CNN International.
À la fin de 2010, la version nationale CNN est disponible en haute définition pour les téléspectateurs au Japon sous le nom de CNN / US HD.